# Coc cruesà
El coc cruesà, conegut simplement en llemosí com a coc de nous, és un pa de pessic tradicionalment rodó, més aviat estret i molt alt, a l'estil típic dels cocs occitans, perfumat amb nous i ratafia de nou verda i que es menja tebi, sovint acompanyat d'una crema lleugera. També n'existeixen versions amb avellanes en comptes de nous.
Aquesta manera de fer els pans de pessic, alts i prims, de manera que solen recordar un brioix als del nord de França, i sovint perfumats amb fruits secs o licors, és la manera típica a Occitània en general. També és així la fogaça (en francès fouace o fouasse,) en llemosí i Alvèrnia, el pastís borrit del sud de Gascunya o fins i tot els petits acanalats del nord de Gascunya s'hi assemblen.

## La llegenda del pergamí perdut
En realitat, aquest coc es fa des de fa molt de temps amb diferents variants, la idea és fer un pa de pessic bàsic però incorporant nous o avellanes polvoritzades, i decorant-lo amb quatre nous. Seria una mena d'eslabó perdut entre el coc bàsic i la tortada, ambdós estesos a molts països de la mediterrània. La diferència, que en realitat no és més que un tret característic de totes aquestes cuines, és que la tortada es fa amb ametlles -tot i que hi ha versions amb avellanes- i el coc creusà es fa tradicionalment amb nous, que és, amb la castanya- la fruita seca disponible a la zona.
Les variants amb avellanes serien posteriors. A França, on els agrada molt posar noms i dates molts precises als "inventors" de cada recepta, tenen una llegenda per a explicar-ho. Segons aquesta, l'any 1969 s'estaven fent obres a un monestir de La Mazière-aux-Bons-Hommes (a la Cruesa) i remenant les pedres van trobar un pergamí del segle xv, que es trobaria avui dia a l'Oficina de Turisme de la vila de Crocq. L'aleshores president del gremi de pastissers de la Cruesa, André Lacombe, el va llegir i li va donar el nom de "pastís cruesà", a més de directives específiques a tots els pastissers per tal que el fessin de la mateixa manera.
Aquesta mena d'iniciatives, al segle XX i XXI, són bastant habituals, el gremi de flequers i pastissers de Barcelona, per exemple, és molt actiu; però en aquest cas, sembla que André Lacombe hauria donat la recepta només a 31 pastissers amics, i que finalment aquesta recepta, marcada amb el nom "cruesà" (creusois, en francès) i el segell de la seva empresa, era diferent de la que s'exposà públicament a Crocq i dels pastissos de nous o avellanes tradicionals cassolans que la gent de la regió havia fet des de sempre.